# Friedrich Pfaff
Alexius Burckhardt Immanuel Friedrich Pfaff (født 17. juli 1825 i Erlangen, død 18. juli 1886 sammesteds) var en tysk geolog. Han var søn af Johann Wilhelm Pfaff og bror til Hans Pfaff.
Pfaff, der virkede som professor i geologi og mineralogi ved Universitetet i Erlangen, studerede særlig dynamisk geologi og udgav forskellige almenfattelige afhandlinger.